# Crosslauf-Europameisterschaften 2016
Die 23. Crosslauf-Europameisterschaften der EAA fanden am 11. Dezember 2016 in Chia, einem Ortsteil der italienischen Gemeinde Domus de Maria, statt.
Der Deutsche Leichtathletik-Verband (DLV) stellte ein 25-köpfiges Aufgebot, darunter vier Olympiateilnehmer von Rio de Janeiro.
Medaillen wurden in den Kategorien Aktive, U23 und U20 vergeben. Auf dem Wettkampfgelände war ein Kurs mit einer großen Runde (1500 m) und einer kleinen Runde (500 m) markiert. Außerdem gab es eine Startgerade (90 m) und eine Zielgerade (60 m). Daraus ergaben sich folgende Renndistanzen in den einzelnen Kategorien:
- Männer: 10,150 m (2 kleine und 6 große Runden)
- Frauen und U23 Männer: 8150 m (1 kleine und 5 große Runden)
- U23 Frauen und U20 Männer: 6150 m (4 große Runden)
- U20 Frauen: 4150 m (2 kleine und 2 große Runden)

Konstanze Klosterhalfen gewann den U20-Wettkampf, Anna Gehring erreichte Silber in der U23-Konkurrenz. Die deutschen Damenmannschaften schlossen die Teamwettbewerbe der U20 und U23 jeweils auf dem zweiten Platz ab.

## Ergebnisse

### Männer

#### Einzelwertung
| Platz | Athlet              | Land | Zeit (min) |
| ----- | ------------------- | ---- | ---------- |
| 1     | Aras Kaya           | TUR  | 27:39      |
| 2     | Polat Kemboi Arikan | TUR  | 27:42      |
| 3     | Callum Hawkins      | GBR  | 27:49      |
| 4     | Andrew Butchart     | GBR  | 28:01      |
| 5     | Andrew Vernon       | ENG  | 28:11      |
| 6     | Ilias Fifa          | SPA  | 28:19      |
| 7     | Ayad Lamdassem      | SPA  | 28:22      |
| 8     | Adel Mechaal        | SPA  | 28:26      |
| 9     | Marouan Razine      | ITA  | 28:27      |
| 10    | Kaan Kigen Özbilen  | TUR  | 28:30      |

Teilnehmer aus deutschsprachigen Ländern:
39.  Florian Orth, 29:49
40.  Valentin Pfeil, 29:50
48.  Andreas Vojta, 30:02
50.  Marco Kern, 30:05
52.  Christian Steinhammer, 30:12
57.  Andreas Kempf, 30:28
64.  Stephan Listabarth, 31:24
74.  Roland Fencl, 33:04

#### Teamwertung
| Platz | Land und Athleten                                                                               | Gesamtpunktzahl |
| ----- | ----------------------------------------------------------------------------------------------- | --------------- |
| 1     | Vereinigtes Königreich Andrew Butchart Ben Connor Callum Hawkins Ross Millington Dewi Griffiths | 28              |
| 2     | Spanien Javier García José España Antonio Abadía Adel Mechaal Ayad Lamdassem Illias Fifa        | 32              |
| 3     | Türkei Ramazan Özdemir Cihat Ulus Alper Demir Kaan Kigen Özbilen Polat Kemboi Arikan Aras Kaya  | 38              |

Die österreichische Mannschaft schloss das Rennen mit 204 Punkten auf Platz 11 ab.

### Frauen

#### Einzelwertung
| Platz | Athletin                  | Land | Zeit (min) |
| ----- | ------------------------- | ---- | ---------- |
| 1     | Yasemin Can               | TUR  | 24:46      |
| 2     | Meryem Akda               | TUR  | 24:56      |
| 3     | Karoline Bjerkeli Grøvdal | NOR  | 25:26      |
| 4     | Ancuța Bobocel            | ROM  | 25:27      |
| 5     | Fionnuala McCormack       | IRL  | 25:28      |
| 6     | Stephanie Twell           | GBR  | 25:40      |
| 7     | Tirhas Gebre              | SPA  | 25:41      |
| 8     | Fabienne Schlumpf         | SUI  | 25:46      |
| 9     | Liv Westphal              | FRA  | 25:47      |
| 10    | Elizeba Cherono           | KEN  | 25:57      |

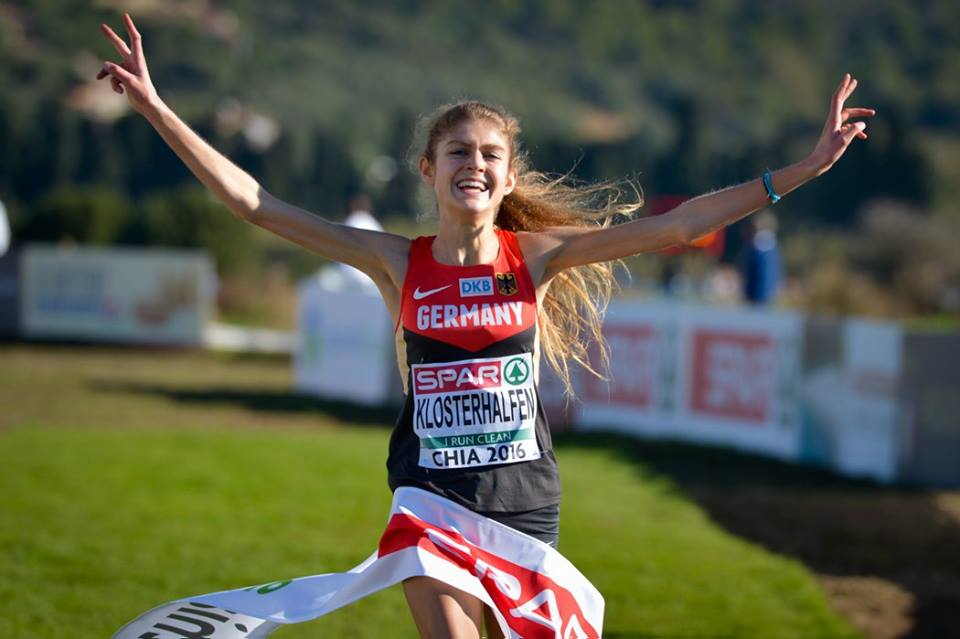
Konstanze Klosterhalfen bei ihrem Sieg

Weitere Teilnehmer aus deutschsprachigen Ländern:
20.  Fabienne Amrhein, 26:33
25.  Martina Tresch, 26:38
30.  Julia Bleasdale, 26:53
35.  Jana Sussmann, 26:59
42.  Anja Scherl, 27:06
65.  Molly Renfer, 28:14
66.  Yvonne Käge, 28:20

#### Teamwertung
| Platz | Land und Athletinnen | Gesamtpunktzahl |
| ----- | --- | --------------- |
| 1     | Türkei Sebahat Akpinar Esma Aydemir Apak Sevilay Eytemis Özlem Kaya Meryem Akda Yasemin Can                             | 35              |
| 2     | Vereinigtes Königreich Emily Hosker Thornhill Charlotte Arter Pippa Woolven Katrina Wootton Gemma Steel Stephanie Twell | 51              |
| 3     | Rumänien Monica Madalina Florea Andreea-Alina Pîscu Paula Todoran Cristina Negru Roxana Bârcă Ancuța Bobocel            | 79              |

Das deutsche Team landete mit 127 Punkten auf Platz 7. Die schweizerische Auswahl wurde mit 164 Punkten 11.

### U23-Männer

#### Einzelwertung
| Platz | Athlet               | Land | Zeit (min) |
| ----- | -------------------- | ---- | ---------- |
| 1     | Isaac Kipruto Kimeli | BEL  | 22:48      |
| 2     | Carlos Mayo          | SPA  | 22:53      |
| 3     | Yemaneberhan Crippa  | ITA  | 22:54      |
| 4     | Amanal Petros        | GER  | 23:01      |
| 5     | Jonny Davies         | GBR  | 23:01      |
| 6     | Napoleon Solomon     | SWE  | 23:03      |
| 7     | Jesús Ramos          | SPA  | 23:08      |
| 8     | Simon Debognies      | BEL  | 23:14      |
| 9     | Samuele Dini         | ITA  | 23:15      |
| 10    | Dieter Kersten       | BEL  | 23:16      |

Weitere Teilnehmer aus deutschsprachigen Ländern:
17.  Jonas Raess, 23:37
21.  Tobias Blum, 23:41
24.  Kidane Tewolde, 23:46
32.  Patrick Karl, 23:56
36.  Simon Boch, 24:05
47.  Hans Peter Innerhofer, 24:23
56.  Timon Theuer, 24:49
66.  Julian Kreutzer, 26:34

#### Teamwertung
| Platz | Land und Athleten                                                                                      | Gesamtpunktzahl |
| ----- | --- | --------------- |
| 1     | Italien Yemaneberhan Crippa Samuele Dini Said Ettaqy Lorenzo Dini Yassin Bouih Italo Quazzola          | 35              |
| 2     | Belgien Isaac Kipruto Kimeli Simon Debognies Dieter Kersten Steven Casteele Michael Somers             | 53              |
| 3     | Vereinigtes Königreich Jonny Davies Alex George Ellis Cross Alex Short William Christofi Patrick Dever | 58              |

Das deutsche U23-Team wurde mit 81 Punkten 5.

### U23-Frauen

#### Einzelwertung
| Platz | Athletin            | Land | Zeit (min) |
| ----- | ------------------- | ---- | ---------- |
| 1     | Sofia Ennaoui       | POL  | 19:21      |
| 2     | Anna Gehring        | GER  | 19:24      |
| 3     | Alice Wright        | GBR  | 19:42      |
| 4     | Charlotte Taylor    | GBR  | 19:44      |
| 5     | Katarzyna Rutkowska | POL  | 19:49      |
| 6     | Caterina Granz      | GER  | 19:50      |
| 7     | Rebecca Murray      | CAN  | 19:52      |
| 8     | Viktoriya Kalyuzhna | UKR  | 19:54      |
| 9     | Carolin Kirtzel     | GER  | 19:54      |
| 10    | Christine Santi     | ITA  | 19:59      |

Weitere Teilnehmer aus deutschsprachigen Ländern:
16.  Maya Rehberg, 20:17
27.  Franziska Reng, 20:43
37.  Flavia Stutz, 20:56

#### Teamwertung
| Platz | Land und Athletinnen                                                                                         | Gesamtpunktzahl |
| ----- | --- | --------------- |
| 1     | Vereinigtes Königreich Alice Wright Charlotte Taylor Rebecca Murray Jessica Judd Mari Smith Georgina Outten  | 26              |
| 2     | Deutschland Anna Gehring Caterina Granz Carolin Kirtzel Maya Rehberg Franziska Reng                          | 33              |
| 3     | Italien Christine Santi Silvia Oggioni Roberta Ciappini Costanza Martinetti Giulia Mattioli Alice Rita Cocco | 67              |

### U20-Männer

#### Einzelwertung
| Platz | Athlet                    | Land | Zeit (min) |
| ----- | ------------------------- | ---- | ---------- |
| 1     | Jakob Ingebrigtsen        | NOR  | 17:06      |
| 2     | Yohannes Chiappinelli     | ITA  | 17:14      |
| 3     | Mahamed Mahamed           | GBR  | 17:16      |
| 4     | Jimmy Gressier            | FRA  | 17:19      |
| 5     | Mohamed Amine El Bouajaji | FRA  | 17:20      |
| 6     | Jack O'leary              | IRL  | 17:21      |
| 7     | Hugo Hay                  | FRA  | 17:30      |
| 8     | Adrián Ben                | SPA  | 17:30      |
| 9     | Miguel González           | SPA  | 17:34      |
| 10    | Abderrazak Charik         | FRA  | 17:34      |

Teilnehmer aus deutschsprachigen Ländern:
24.  Marvin Heinrich, 17:53
27.  Jannik Seelhöfer, 17:54
41.  Jens Mergenthaler, 18:08
43.  Lukas Eisele, 18:11
52.  Abraham Ashene, 18:24
55.  Maximilian Fridrich, 18:30
67.  Marc Bill, 18:43
69.  Marc Tortell, 18:50
70.  Stefan Schmid, 18:52
74.  Simon Schüpach, 19:06
77.  Yan Volery, 19:10

#### Teamwertung
| Platz | Land und Athleten                                                                                          | Gesamtpunktzahl |
| ----- | --- | --------------- |
| 1     | Frankreich Jimmy Gressier Mohamed Amine El Bouajaji Hugo Hay Abderrazak Charik Fabien Palcau Clement Leduc | 26              |
| 2     | Spanien Adrián Ben Miguel González Jordi Torrents Annasse Mahboub El Hamdouini Ossama Ifraj                | 42              |
| 3     | Vereinigtes Königreich Mahamed Mahamed Alexander Yee Josh Kerr Paulos Surafel William Fuller Sam Stevens   | 43              |

Die deutsche U20-Mannschaft kam mit 135 Punkten auf Platz 7. Das Team aus der Schweiz wurde mit 270 Punkten 13.

### U20-Frauen

#### Einzelwertung
| Platz | Athletin                | Land | Zeit (min) |
| ----- | ----------------------- | ---- | ---------- |
| 1     | Konstanze Klosterhalfen | GER  | 12:26      |
| 2     | Anna Emilie Møller      | DEN  | 12:43      |
| 3     | Harriet Knowles-Jones   | GBR  | 12:52      |
| 4     | Alina Reh               | GER  | 12:53      |
| 5     | Jasmijn Lau             | NED  | 12:57      |
| 6     | Delia Sclabas           | SUI  | 12:58      |
| 7     | Lucía Rodríguez         | SPA  | 13:06      |
| 8     | Cecile Lejeune          | FRA  | 13:12      |
| 9     | Amelia Quirk            | GBR  | 13:12      |
| 10    | Victoria Weir           | GBR  | 13:16      |

Weitere Teilnehmer aus deutschsprachigen Ländern:
15.  Lara Alemanni, 13:26
18.  Lisa Oed, 13:30
34.  Miriam Dattke, 13:41
49.  Antonia Schiel, 13:57
59.  Kerstin Rubin, 14:11
69.  Cornelia Wohlfahrt, 14:34
74.  Valerie Widmer, 14:43

#### Teamwertung
| Platz | Land und Athletinnen                                                                                             | Gesamtpunktzahl |
| ----- | --- | --------------- |
| 1     | Vereinigtes Königreich Harriet Knowles-Jones Amelia Quirk Victoria Weir Gemma Holloway Phoebe Law Hannah Nuttall | 33              |
| 2     | Deutschland Konstanze Klosterhalfen Alina Reh Lisa Oed Miriam Dattke Antonia Schiel                              | 57              |
| 3     | Niederlande Jasmijn Lau Veerle Bakker Merel Van Der Marel Jasmijn Bakker                                         | 71              |

Die schweizerische Mannschaft schloss den Wettbewerb mit 154 Punkten auf Platz 11 ab.

### Medaillenspiegel
| Platz | Land                   | Gold | Silber | Bronze | Gesamt |
| ----- | ---------------------- | ---- | ------ | ------ | ------ |
| 1     | Türkei                 | 3    | 2      | 1      | 6      |
| 2     | Vereinigtes Königreich | 3    | 1      | 6      | 10     |
| 3     | Deutschland            | 1    | 3      | 0      | 4      |
| 4     | Italien                | 1    | 1      | 2      | 4      |
| 5     | Belgien                | 1    | 1      | 0      | 2      |
| 6     | Norwegen               | 1    | 0      | 1      | 2      |
| 7     | Frankreich             | 1    | 0      | 0      | 1      |
| 7     | Polen                  | 1    | 0      | 0      | 1      |
| 9     | Spanien                | 0    | 3      | 0      | 3      |
| 10    | Dänemark               | 0    | 1      | 0      | 1      |
| 11    | Niederlande            | 0    | 0      | 1      | 1      |
| 11    | Rumänien               | 0    | 0      | 1      | 1      |